# Демократично движение
Демократичното движение (на френски: Mouvement démocrate) е центристка социаллиберална политическа партия във Франция. Основана е през 2007 година на мястото на Съюза за френска демокрация, дясното крило на който образува партията Нов център.